# Chemtrail

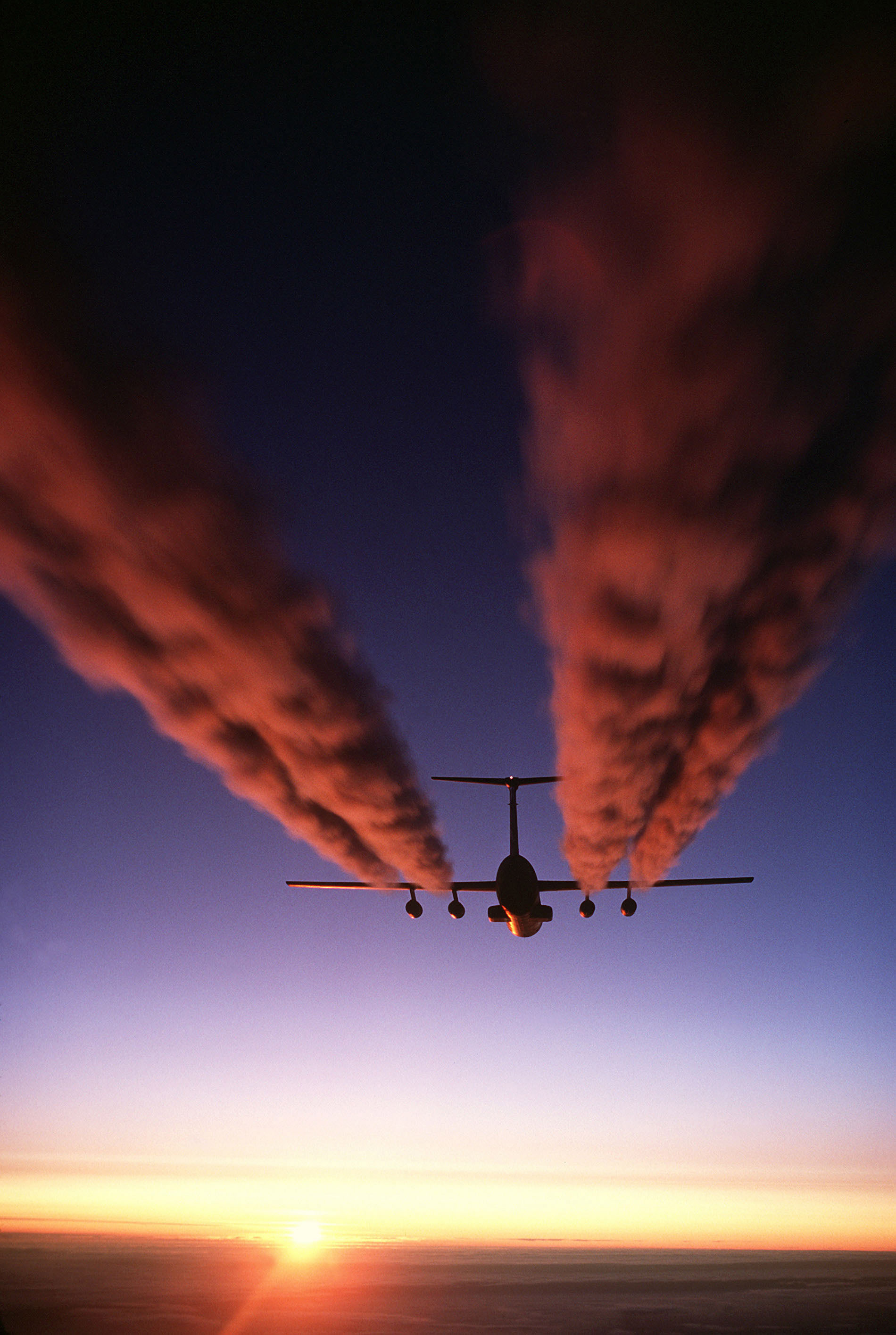
Kondenzační stopy za tryskovým letadlem C‑141 Starlifter

Chemtrail (z anglického chemical trail) má být – podle konspiračních teorií spjatých s tímto fenoménem – stopa podobná běžné kondenzační stopě (v anglických textech zkráceně nazývané contrail), která ale má obsahovat zdraví nebezpečné chemikálie.

## Contrail versus chemtrail
Kondenzační stopa (condense trail, contrail) se objevuje za motorovými letadly letícími v určité výšce (obvykle 8–12 kilometrů) v prostředí s dostatečnou vlhkostí a/nebo dostatečně nízkou teplotou. Kondenzační stopy (kondenzační pás) jsou tvořeny drobnými vodními kapkami nebo ledovými krystalky, které vznikají jako přirozený důsledek promíchávání chladného vzduchu s horkými produkty spalování leteckého paliva. Jejich vznik a přetrvání (případně rozpad) závisí na teplotě, vzdušné vlhkosti, atmosférickém tlaku a pohybu vzdušných mas v místě vzniku.
Podle zastánců konspiračních teorií mají být chemtrails záměrně vypouštěné chemikálie nebo viry, bakterie a plísně. Chemtrails mají mít oproti kondenzačním pásům jiný vzhled, strukturu a především složení. Důvodů pro vypouštění těchto látek je zastánci chemtrails uváděno více, od boje s globálním oteplováním pomocí tzv. globálního stmívání až po pokus o snížení lidské populace a ovládání lidí. Problematikou chemtrails se zabývalo několik studií (např. v podobě laboratorního testování dešťové vody, sněhu nebo zeminy), jež si nechali vypracovat lidé, kteří měli obavu, že se s tímto fenoménem setkávají nad svými hlavami (např. z Phoenixu, Edmontonu, Severní Karolíně a některých kanadských provinciích). Stratosférický inženýring je popsán v jednom z patentů z roku 1991 a označení chemtrails se od 90. let vyskytuje v několika oficiálních amerických vládních a vojenských dokumentech, např. v dokumentech ARPANETu a v první verzi judikátu[kdo?] americké sněmovny reprezentantů, H. R. 2977 – Space Preservation Act of 2001 (kde v konečné verzi chybí). Z nedávné doby je to například studie vypracovaná na University Of Calgary pro firmu Aurora Flight Sciences Corporation. Oficiální (politická, vojenská,…) místa tuto konspirační teorii odmítají, odmítají ji i vědečtí experti.

## Chemické složení chemtrails
Chemtrail má být podle těchto teorií tvořen chemikáliemi, které mohou být nebezpečné lidskému zdraví, nebo přímo prudkými jedy (baryum, bauxit či jiné oxidy hliníku, dibromidetylén, sloučeniny vápníku a hořčíku, různá polymerová vlákna apod.).

## Zdravotní problémy
Zastánci této teorie uvádějí celou řadu zdravotních obtíží, které mají chemikálie v chemtrails způsobovat. V odborné vědecké databázi PubMed (NCBI) existuje odborná práce hodnotící zdravotní dopad stratosférických aerosolů. Konkrétně o zdravotních implikacích z těchto chemikálií pojednává např. práce Clifforda E. Carricoma.

## Písemné a audiovizuální záznamy o chemtrails
O rozprašování materiálu do atmosféry je veden záznam v oficiální dokumentaci amerického patentu č. 5003186 z 26. března 1991. V patentu se uvádí, že tato metoda redukuje atmosférické oteplování pomocí rozprašování mikroskopických částeček (10 až 100 mikronů) z materiálů jako některé oxidy a kovy (mj. též oxidy hliníku a thoria) do atmosféry z výšky mezi 7 a 13 kilometry nad zemským povrchem.
Výraz chemtrails se vyskytuje v textu návrhu výnosu (HR 2977) Space Preservation Act of 2001, který předložil kongresman za Ohio Dennis Kucinich. Výraz chemtrails, uváděný v odstavci nazvaném exotic weapons systems (cizí zbraňové systémy), měl být v pozdější verzi vyškrtnut.
Reportáž Williama Thomase pro Environment News Service vybral Project Censored jako jednu z cenzurovaných reportáží roku 1999, zkoumal ji panel novinářů a dospěl k závěru, že chemtrails jsou skutečnost.
Od roku 2000 několik lokálních televizních stanic vysílalo o chemtrails reportáže, minimálně jedna z nich tvrdila, že stopy obsahují baryum.
Dne 26. září 2009 odvysílala televize Prima o chemtrails krátkou reportáž. Ta byla později kritizována společným vyjádřením několika českých vědeckých institucí. České úřady, v čele s ČHMÚ, odmítly existenci a výskyt chemtrails nad územím Česka.
Na začátku června 2025 americký stát Luisiana schválil zákaz chemtrails, konkrétně zakazuje „úmyslné rozptylování chemikálií s cílem ovlivňovat počasí, teplotu, klima či sluneční svit“. Zákon prošel oběma komorami a po podepsání guvernérem má začít platit od srpna 2025.

## Alternativní vysvětlení chemtrails
Jedním z vysvětlení takzvaných chemtrails je škodlivost spalin letadel. Vychází se z toho, že složení chemtrails odpovídá zoxidovaným materiálům používaným v leteckých motorech. Součásti leteckých motorů jsou vyrobeny z hliníku, manganu, barya, ytria, titanu a podobně, což odpovídá složení chemtrails Al, Mn, Ba, Ca… Nepřirozené zabarvení může být způsobeno například oxidy dusíku-NOX, které běžně při spalování v leteckých a pístových motorech vznikají. NO je bezbarvý, toxický, NO2 je toxický, leptavý, červenohnědé barvy což vysvětluje nepřirozené zabarvení kondenzačních stop. NO a NO2 mohou spolu v chladných vrstvách atmosféry reagovat a vytvářet například N2O3, který je tmavomodré barvy. Jejich množství ve spalinách roste s teplotou spalování. V klasických spalovacích motorech je okolo 850 °C, v leteckých motorech až okolo 2000 °C.
Letecké společnosti mohou nakupovat levnější součásti motoru, které mají nižší životnost. Pro její prodloužení mohou snížit teplotu ve spalovací komoře. Tím ale klesne účinnost motoru. Pro její opětné zvýšení mohou do paliva přidávat látky obsahující dusík, hliník a podobně a létat v nižších letových hladinách, kde je více kyslíku. Složení chemtrails lze vysvětlit jako zplodiny vzniklé spalováním paliva s přídavkem uměle dodávaných látek do paliva a uvolňujícím se materiálem z méně kvalitních součástí motoru.
Letecké společnosti mohou používat levnější palivo vyrobené technologií, která v něm zanechává stopy kovu. Nebo naopak zvyšují účinnost paliva látkami, které následně více ničí motor a uvolňují více toxických látek.
Letecké společnosti mohou zvýšit účinnost leteckých motorů spalováním paliva při vyšších teplotách. Tyto vyšší teploty ale mohou uvolňovat materiál ze součástí motorů. Ten se může vylučovat v podobě různých sloučenin jako například oxidů. Může se také uvolňovat jako částečky čistého kovu. Při vyšších teplotách spalování vzniká více škodlivin.

#### Zastánci chemtrails
- (česky) Chemtrails — Aerosolové operace Archivováno 30. 9. 2007 na Wayback Machine.
- (anglicky) www.chemtrailcentral.com Archivováno 18. 8. 2007 na Wayback Machine.
- (anglicky) Aerosol Crimes and Cover-ups — obsahuje mj. obvinění vlády USA
- (anglicky) The Smoking Gun — pojednání o globálním geoengineeringu

#### Kritici chemtrails
- (česky) Společné vyjádření Českého hydrometeorologického ústavu (ČHMÚ), Ústavu fyziky atmosféry akademie věd ČR (ÚFA AVČR), Katedry meteorologie a ochrany prostředí Matematicko-fyzikální fakulty Univerzity Karlovy (KMOP MFF UK) a České meteorologické společnosti (ČMeS) k problematice tzv. "chemtrails" Archivováno 22. 11. 2012 na Wayback Machine.
- (anglicky) The ‘Chemtrail Conspiracy’ — Committee for the Scientific Investigation of Claims of the Paranormal
- (anglicky) Iangoddard.net Archivováno 12. 9. 2007 na Wayback Machine. — série analýz
- (anglicky) Crank.net Archivováno 23. 8. 2007 na Wayback Machine. — zdroje pro kritiky teorie chemtrails
- (česky) Racionálně o chemtrails

### Audiovizuální dokumenty
- FRANKENSKIES https://www.youtube.com/watch?v=u409xRFBYNk
- Aerosol Crimes, 2005, produkce Clifford Carnicom, 99 minut
- Don't Talk About The Weather
- What In The World Are Spraying?, 2010, režie Paul Wittenberger, 93 minut
- JAK TO JE S CHEMTRAILS? - Fakta Vítězí #8, 2017, 46 minut